# Граф Лемос
Граф де Лемос — испанский дворянский титул. Название титула происходит от названия города Монфорте-де-Лемос в Галисии.

## История
Согласно известному испанскому историку Мануэлу Мургии, титул графа де Лемоса связан с семьей Кастро, происходившей из королевства Галисия. Согласно одной из теорий, род Кастро ил Кастро де Кастрохерис происходит от Фернандо, внебрачного сына короля Галисии Гарсии, умершего в замке Луна в 1090 году. Тем не менее, некоторые современные специалисты по генеалогии и стории, особенно Хайме Салазар и Ача, считают, что род Кастро происходит от Фернандо Гарсии де Иты (ок. 1065 — до 1135), сына графа Гарсии Ордоньеса (? — 1108) и инфанты Менсии Гарсес, дочери короля Наварры Гарсии III.
В 1520 году король Испании Карлос I пожаловал графу де Лемос в ранг гранда Испании 1-го класса.

## Графы де Лемос, Трастамара и Саррия (первая линия дома Кастро)

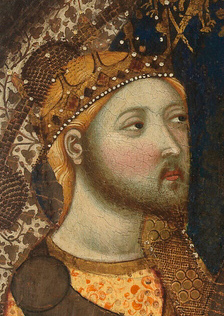
Энрике де Трастамара (1334—1379), 2-й граф де Лемос, Трастамара и Саррия, будущий король Кастилии и Леона под именем Энрике II

- Альвар Нуньес Осорио (? — 1329), 1-й граф де Лемос, Трастамара и Саррия, сын Альвара Родригеса Осорио, сеньора де Вильяорнате. Был лишен владений и убит по приказу короля Кастилии Альфонсо XI, который передал его удел своему бастарду Энрике.
- Энрике де Трастамара (1334—1379), 2-й граф де Лемос, Трастамара и Саррия, будущий король Кастилии и Леона Энрике II (1366—1367, 1369—1379). Третий внебрачный сын короля Кастилии Альфонсо XI от связи с Леонор де Гусман. Вел борьбу за королевский престол со своим сводным братом, королем Кастилии Педро I Жестоким. В 1366 году Педро Жестокий конфисковал его владения и передал их Фернану Руису де Кастро.
- Фернандо Руис де Кастро (? — 1377), 3-й граф де Лемос, Трастамара и Саррия. Сын Педро Фернандеса де Кастро (ум. 1343), сеньора де Лемос, Монфорте и Саррия, и Виоланты Сачес Кастильской, внебрачной дочери короля Кастилии Санчо IV
- Педро Энрикес де Кастилия (ок. 1352—1400), 4-й граф де Лемос, Трастамара и Саррия, 2-й констебль Кастилии. Внебрачный сын инфанта Фадрике Альфонсо Кастильского (1334—1358) и кастильской дворянки Леонор де Ангуло де Кордоба. Он был женат на Изабель де Кастро, дочери галисийско-португальского дворянина Алвару Пиреша де Каштру (ок. 1310—1384), 1-го коннетабля Португалии.
- Фадрике Энрикес де Кастилия (1388—1430), 4-й граф де Лемос, Трастамара и Саррия. Единственный сын Педро Энрикеса де Кастилия и Изабель де Кастро. В 1429 году король Кастилии Хуан II конфисковал у Фадрике все его владения титулы и владения. Фадрике Энрикес де Кастилия был заключен в замок Пеньяфьель, где скончался в 1430 году. Его сестра Беатрис Энрикес де Кастилия (1398—1455), вышедшая замуж за своего племянника, Педро Альвареса Осорио (? — 1483), сеньора де Кабрера и Рибера, боролась за возвращение конфискованных родовых титулов и поместий.

## Графы де Лемос (вторая линия дома Кастро и Осорио)

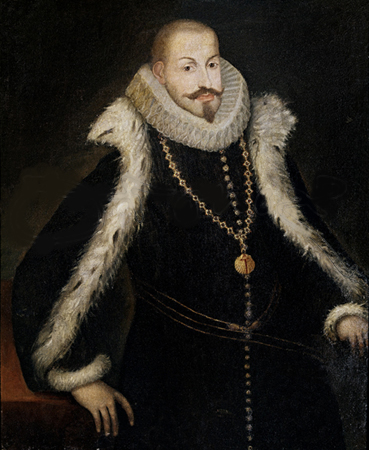
Педро Фернандес де Кастро Андраде и Португаль (1577—1622), 7-й граф де Лемос, вице-король Неаполя (1610—1616)

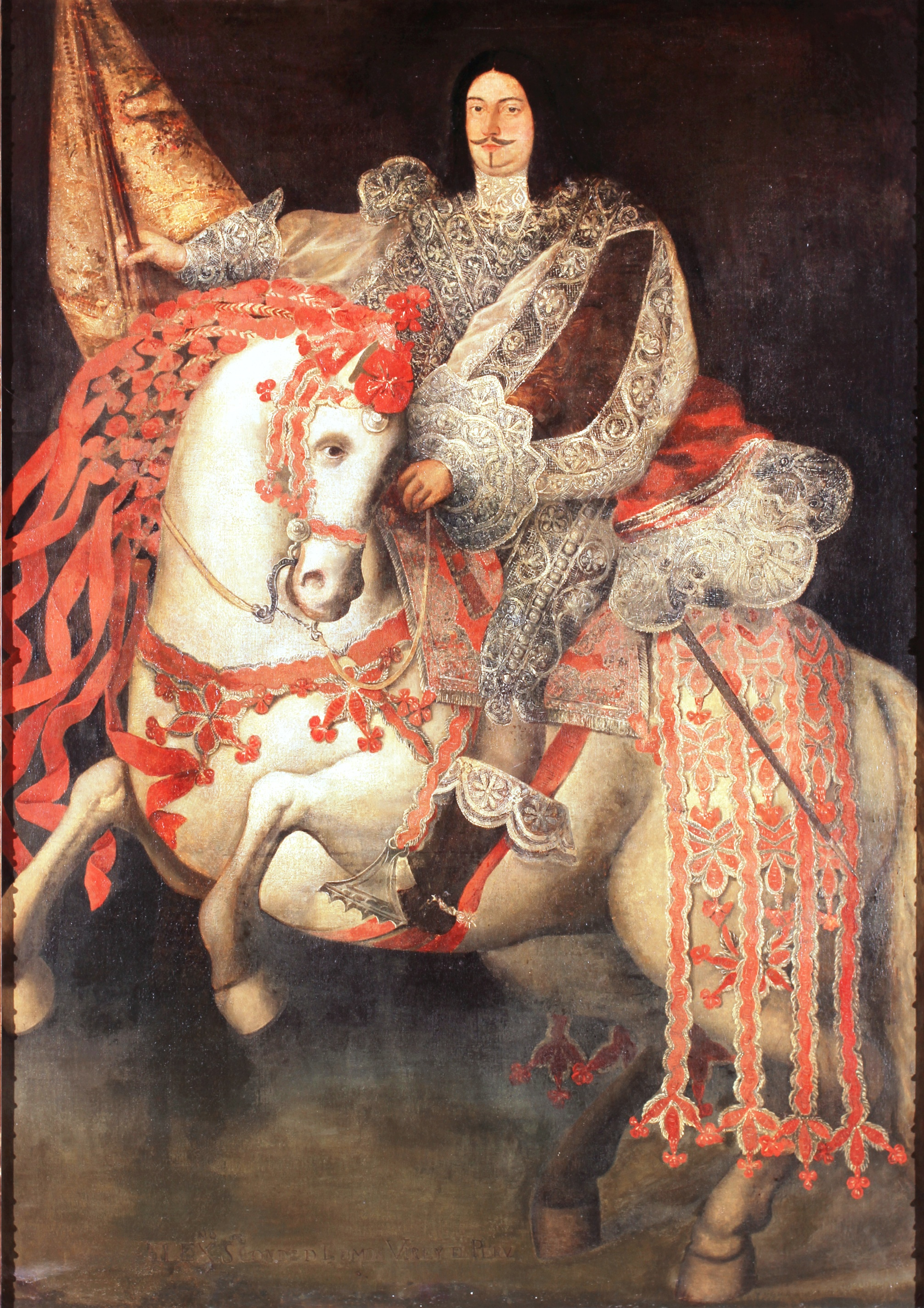
Педро Антонио Фернандес де Кастро Андраде и Португаль (1632—1672), 10-й граф де Лемос, вице-король Перу (1667—1672)

- Педро Альварес Осорио (? — 1483), 1-й граф де Лемос. Сын Родриго Альвареса Осорио и Альдонсы Энрикес. Был женат на Беатрис Энрикес де Кастилии (1398—1455), дочери Педро Энрикеса де Кастилия (ок. 1355—1400), 4-го графа де Лемоса. 26 июля 1456 года король Кастилии Энрике IV пожаловал ему графство Лемос в наследственное владение.
- Родриго Энрикес де Осорио или Родриго Энрикес де Кастро (1459—1522), 2-й граф де Лемос, гранд Испании 1-го класса. Внук предыдущего, сын его единственного сына Алонсо де Осорио (уме. 1467).
- Беатрис Кастро Осорио и Фермоса (1480—1570), 3-я графиня де Лемос, грандесса Испании 1-го класса. Мать знаменитого кардинала Родриго де Кастро Осорио (1523—1600).
- Фернандо Руис де Кастро и Португаль (1505—1575), 4-й граф де Лемос, 1-й маркиз де Саррия, гранд Испании. Старший сын Беатрис де Кастро Осорио, 3-й графини де Лемос, и Диниша де Браганса (1481—1516), младшего сына Фернанду де Браганса, 3-го герцога де Браганса
- Педро Фернандес де Кастро и Португаль (1524—1590), 5-й граф де Лемос, 2-й маркиз де Саррия, гранд Испании, старший сын предыдущего
- Фернандо Руис де Кастро Андраде и Португаль (1548—1601), 6-й граф де Лемос, 3-й маркиз де Саррия, гранд Испании вице-король Неаполя (1599—1601), старший сын предыдущего
- Педро Фернандес де Кастро Андраде (1576—1622), 7-й граф де Лемос, 4-й маркиз де Саррия, гранд Испании, председатель Совета Индий, вице-король Неаполя (1610—1616) и председатель Верховного Совета Италии. Старший сын предыдущего, племянник кардинала Родриго де Кастро Осорио. Он умер без потомства, ему наследовал его младший брат.
- Франциско Руис де Кастро Андраде и Португаль (1579—1637), 8-й граф де Лемос, 5-й маркиз де Саррия, гранд Испании и вице-король Неаполя (1601—1603). Младший брат предыдущего. В 1629 году отказался от всех своих титулов и владений, приняв монашество. Ему наследовал его старший сын.
- Франсиско Фернандес де Кастро (1613—1662), 9-й граф де Лемос, 6-й маркиз де Саррия, гранд Испании и вице-король Арагона.
- Педро Фернандесом де Кастро (1632—1672), 10-й граф де Лемос, 7-й маркиз де Саррия, гранд Испании, 27-й вице-король Перу (1667—1672). Сын Франсиско Фернандеса де Кастро, 9-го графа де Лемоса (1613—1662), и Антонии Тельес-Хирон и Энрикес де Рибера.
- Хине Фернандо Руис де Кастро и Португаль (1666—1741), 11-й граф де Лемос, 11-й граф де Вильяльба и 8-й маркиз де Саррия, гранд Испании. Скончался, не оставив потомства. Ему наследовал его племянница Роза Мария Кастро и Сентурион.
- Роза Мария Фернандес де Кастро (1691—1772), 12-я графиня де Лемос, 9-я маркиза де Саррия, грандесса Испании. Умерла в 1772 году, не оставив потомства. После споров за наследство между двумя линиями семьи, титул перешел к её племяннику, герцогу де Бехару.
- Хоакин Лопес де Суньига-и-Кастро (1715—1777), 13-й граф де Лемос, 10-й маркиз де Саррия, гранд Испании. Единственный сын Хуана Мануэла Лопеса де Суньиги и Кастро, 11-го герцога де Бехара (1680—1747) от третьего брака с Рафаэлой Луизой де Кастро и Сентурион.

Скончался без потомства. Вместе с его смертью угас дом Кастро, а титулы графа де Лемос и маркиза де Саррия унаследовал дом Бервик.

## Дом Бервик и Альба

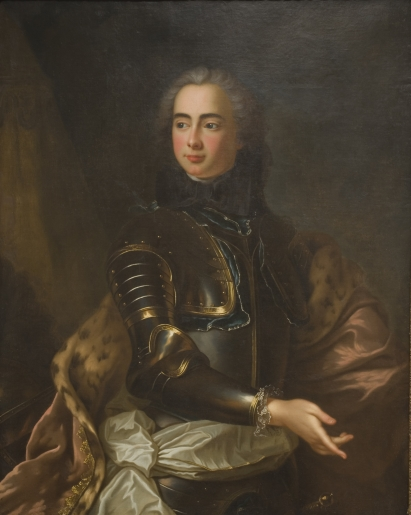
Хакобо Франсиско Фитц-Джеймс Стюарт и Колон Португаль (1718—1785), 3-й герцог де Бервик, 14-й граф де Лемос и 11-й маркиз де Саррия

- Хакобо Франсиско Фитц-Джеймс Стюарт и Колон Португаль (1718—1785), 14-й граф де Лемос, 11-й маркиз де Саррия, 3-й герцог де Бервик и гранд Испании. Сын Хакобо Франсиско Фитцджеймс Стюарт, герцога де Лириа-и-Херика и Бервика (1696—1738), 2-го герцога де Лирия-и-Херика и 2-го герцога де Бервика. Внук Фернандо де Кастро и Португаля, брата 7-го и 8-го графов де Лемос. 26 июля 1738 года женился на Марии Терезе де Сильва и Альварес де Толедо (1716—1790), старшей дочери Марии Терезы Альварес де Толедо и Аро, 11-й герцогини де Альба (1691—1755). Ему наследовал их единственный сын:
- Карлос Бернардо Фитц-Джеймс Стюарт и Сильва (1752—1787), 15-й граф де Лемос, 12-й маркиз де Саррия и гранд Испании. 15 сентября 1771 года женился наКаролине Августе цу Штольберг-Гедерн, принцессе Горн (1755—1828). Ему наследовал его единственный сын:
- Хакобо Филипп Фитц-Джеймс Стюарт цу Штольберг-Гедерн (1773—1794), 16-й граф де Лемос, 13-й маркиз де Саррия, 3-й герцог де Бервик и гранд Испании. В 1790 году женился на Марии Терезе де Сильва-Фернандес де Ихар и де Палафокс (1772—1818), дочери 9-го герцога де Ихара. Ему наследовал их старший сын:
- Хакобо Фитц-Джеймс Стюарт и Сильва (1791—1794), 17-й граф де Лемос, 14-й маркиз де Саррия, 4-й герцог де Бервик и гранд Испании. Умер в возрасте трех лет. Ему наследовал его младший брат:
- Карлос Мигель Фитц-Джеймс Стюарт и Сильва (1794—1835), 18-й граф де Лемос, 14-й маркиз де Саррия, 5-й герцог де Бервик, 14-й герцог де Альба и гранд Испании. Был женат с 1818 года на Розалии Вентимилья ди Граммонте и Монкада (1798—1868), дочери Луиджи ди Вентимилья, 2-го принца ди Граммонте, и Элеоноры ди Монкада. Ему наследовал их старший сын:
- Хакобо Фитц-Джеймс Стюарт и Вентимилья (1821—1881), 19-й граф де Лемос, 16-я маркиз де Саррия, 6-й герцог де Бервик, 15-й герцог де Альба и гранд Испании. С 1848 года был женат на Марии Франциске Палафокс Портокаррето и Киркпатрик (1825—1860), 12-й герцогине Пеньяранда, дочери Киприано Палафокса и Портокарреро (1784—1839), графа де Тебо и де Монтихо, и Марии Монуэлы Киркпатрик (1794—1879), сестре императрицы Франции Евгении. Ему наследовал их единственный сын:
- Карлос Мария Фитц-Джеймс Стюарт и Портокарреро (1849—1901), 20-й граф де Лемос, 17-й маркиз де Саррия, 7-й герцог де Бервик, 16-й герцог де Альба и гранд Испании. С 1877 года был женат на Марии дель Росарио Фалько и Осорио (1854—1904), 22-й графине де Сируэла, дочери Мануэля Паскуаля Луиса Карлоса Феликса Фортунато Фалько, 14-го маркиза Алмоназира, и Марии дель Пилар, 3-й герцогине Фернан Нуньес. Ему наследовал их старший сын:
- Хакобо Фитц-Джеймс Стюарт и Фалько (1878—1953), 21-й граф де Лемос, 18-й маркиз де Саррия, 17-й герцог де Альба, 8-й герцог де Бервик и гранд Испании. С 1920 года был женат на Марии дель Росарио де Сильва и Гуртубай (4 апреля 1900 — 11 января 1934), дочери Альфонсо де Сильва и Фернандеса де Кордобы (1877—1955), 16-го герцога Алиага, и Марии дель Росарио Гуртубай (1879—1948). Ему наследовала его единственная дочь:
- Мария дель Росарио Каэтана Фитц-Джеймс Стюарт и Сильва (1926—2014), 22-я графиня де Лемос, 19-я маркиза де Саррия, 9-я герцогиня де Бервик, 18-я герцогиня Альба и грандесса Испании. В 1947 году вышла замуж за Луиса Мартинеса де Ирухо и Артаскоса (1919—1972), шестого сына Педро Мартинеса де Ирухо и Каро, 9-го герцога де Сотомайора. Ей наследовал их старший сын:
- Карлос Фитц-Джеймс Стюарт и Мартинес де Ирухо (род. 1948), 23-й граф де Лемос, 20-й маркиза де Саррия, 19-й герцог де Альба, 10-й герцог де Бервик и гранд Испании с 2014 года. С 1988 по 2004 год был женат на Матильде де Солис-Бомон и Мартинес-Кампос (род. 13 июня 1963), дочери Фернандо де Солис-Бомон, 10-го маркиза де Мотилла, и его жены Изабель Мартинес-Кампос.